# Titanoeca
Titanoeca és un gènere d'aranyes araneomorfes de la família dels titanècids (Titanoecidae). Fou descrit per primera vegada per Tord Tamerlan Teodor Thorell el 1870.
Totes les espècies d'aquest gènere es troben distribuïdes per la zona holàrtica (Europa, Rússia fins a Kazakhstan i Xina), excepte Titanoeca guayaquilensis que és endèmica de l'Equador.

## Taxonomia
Segons el World Spider Catalog amb data de 19 de gener de 2019 hi ha reconegudes les següents 28 espècies:
- Titanoeca altaica Song & Zhou, 1994
- Titanoeca americana Emerton, 1888
- Titanoeca asimilis Song & Zhu, 1985
- Titanoeca brunnea Emerton, 1888
- Titanoeca caucasica Dunin, 1985
- Titanoeca eca Marusik, 1995
- Titanoeca flavicoma L. Koch, 1872
- Titanoeca guayaquilensis Schmidt, 1971
- Titanoeca gyirongensis Hu, 2001
- Titanoeca hispanica Wunderlich, 1995
- Titanoeca incerta (Nosek, 1905)
- Titanoeca lehtineni Fet, 1986
- Titanoeca lianyuanensis Xu, Yin & Bao, 2002
- Titanoeca liaoningensis Zhu, Gao & Guan, 1993
- Titanoeca mae Song, Zhang & Zhu, 2002
- Titanoeca minuta Marusik, 1995
- Titanoeca monticola (Simon, 1870)
- Titanoeca nigrella (Chamberlin, 1919)
- Titanoeca nivalis Simon, 1874
- Titanoeca praefica (Simon, 1870)
- Titanoeca quadriguttata (Hahn, 1833)
- Titanoeca schineri L. Koch, 1872
- Titanoeca sharmai (Bastawade, 2008)
- Titanoeca spominima (Taczanowski, 1866)
- Titanoeca tristis L. Koch, 1872
- Titanoeca turkmenia Wunderlich, 1995
- Titanoeca ukrainica Guryanova, 1992
- Titanoeca veteranica Herman, 1879